# Циммерман, Яков Саулович
Я́ков Сау́лович Циммерман (1 августа 1922, Украинская ССР, СССР — 3 ноября 2020, Пермь, Россия) — советский и российский медик, доктор медицинских наук, заслуженный деятель науки Российской Федерации (1997), профессор. Основатель пермской научной школы гастроэнтерологов. Почётный гражданин Перми (2008).

## Биография
Яков Саулович Циммерман родился 1 августа 1922 года на Украине, свои детство и юность провёл в Киеве. В 1940 году окончил школу и поступил в Московский технический университет связи и информатики (тогда — Московский институт инженеров связи), а в 1950 году — Ижевскую государственную медицинскую академию (тогда — Ижевский медицинский институт).
Циммерман является ветераном Великой Отечественной войны. Уйдя добровольцем на фронт, он принимал участие в защите Москвы, воевал на Северо-Западном фронте. После получения ранения и лечения в госпиталях, в 1942 году он окончил краткосрочные курсы военных фельдшеров. В январе 1943 года на Волховском фронте участвовал в прорыве блокады Ленинграда. С мая 1944 года был откомандирован в Санитарный отдел 1-й Ударной армии, где служил в оперативной группе по вывозу раненых из медсанбатов дивизий, наступавших на запад, в армейские хирургические госпитали.
По заключению армейской военно-врачебной комиссии, 16 августа 1945 года Циммерман был демобилизован из армии по болезни и в том же году поступил на лечебный факультет Ижевского медицинского института, по итогу получив второе образование в 1950 году. Работал участковым терапевтом, врачом городской станции скорой медицинской помощи в Ижевске.
В 1953 году стал ассистентом кафедры пропедевтики внутренних болезней, а затем — госпитальной терапии Ижевского мединститута. В 1956 году успешно защитил кандидатскую диссертацию по проблеме заболеваний желудка, желчных путей и поджелудочной железы. В мае 1959 года был избран по конкурсу доцентом кафедры пропедевтики внутренних болезней Пермского медицинского института.
В начале 1968 года защитил докторскую диссертацию по проблеме язвенной болезни, и более 28 лет (с мая 1969 года по август 1997 год) возглавлял кафедру факультетской терапии и клинической фармакологии Пермского медицинского института, а затем работал профессором той же кафедры до 2012 года.
Умер 3 ноября 2020 года в Перми.

## Научная деятельность

### Научные публикации
- Циммерман, Я. С., Будник, Ю. Б. «Предпосылки к применению антагонистов кальция в лечении заболеваний органов пищеварения», 1995 г.;
- Циммерман, Я. С., Будник, Ю. Б. «Интрагастральная рН-метрия: новые критерии, повышающие её информативность», 1998 г.;
- Циммерман, Я. С., Телянер, И. И. «Концепция патогенеза язвенной болезни и перспективы её излечения», 1998 г.;
- Щёткин, Д.И., Циммерман, Я.С. «Влияние ноотропов на эффективность антисекреторной и антигеликобактерной терапии при рецидиве язвенной болезни ДПК», 2000 г.;
- Зиннатуллин, М. Р., Циммерман, Я. С., Трусов, В. В. «Сахарный диабет и язвенная болезнь», 2003 г.;
- Циммерман, Я. С., Вологжанина, Л. Г. Морф. «Картина и контаминация слизистой оболочки ж-ка и нижней трети пищевода Helicobacter pylori у больных ЯБ ДПК в фазе рецидива, протекающей в сочетании с ГЭРБ», 2006 г.;
- Циммерман, Я. С. «Современные методы исследования функций желудка и их диагностические возможности», 2011 г.;
- Цеммерман, Я. С. «Гастроэнтерология», 2012 г.;
- Циммерман, Я. С. «Язвенная болезнь: актуальные проблемы этиологии, патогенеза, дифференцированного лечения», 2013 г.;
- Циммерман, Я. С. «Проблема растущей резистентности микроорганизмов к антибактериальной терапии и перспективы эрадикации Helicobacter pylori-инфекции», 2013 г.;
- Циммерман, Я. С. «Нерешённые и спорные проблемы современной гастроэнтерологии», 2013 г.;
- Циммерман, Я. С., Вологжанина, Л. Г. «Гастроэзофагеальная рефлюксная болезнь: современное состояние проблемы и перспективы», 2016 г.;
- Циммерман, Я. С. «Язвенная болезнь: критический анализ современного состояния проблемы», 2018 г[5].

## Награды
- Орден Отечественной войны I степени;
- Медаль «За отвагу»;
- Медаль «За оборону Москвы»;
- Медаль «За Победу над Германией в ВОВ 1941—1945 гг»;
- Медаль Жукова;
- Медаль «Участнику битвы за Ленинград»;
- Строгановская премия[6];
- Почётное звание «Заслуженный деятель науки Российской Федерации»;
- Почётное звание «Почётный гражданин города Перми».